# Karl Schwandt
Karl Schwandt (* 25. März 1923) ist ein ehemaliger deutscher Fußballspieler. Er ist auf Rang 57 der Rekordtorschützen der DDR-Oberliga.
Der Mittelstürmer war in den ersten acht Spielzeiten (inklusive der Übergangsrunde) der höchsten DDR-Spielklasse für den SC Aktivist Brieske-Senftenberg beziehungsweise dessen Vorgängervereine aktiv. In 163 Oberligaspielen erzielte Schwandt 65 Treffer. Am Vizemeistertitel der Aktivist-Elf in der Spielzeit 1956 war der langjährige Goalgetter, inzwischen 33 Jahre alt, nur noch mit einem Einsatz beteiligt. In der Oberliga-Historie der Briesker Kumpelelf schossen nur Werner Weist (74 Treffer) und Horst Franke (73 Treffer) mehr Tore als Karl Schwandt.